# 李心草案
李心草案也称李心草溺亡案、李心草死亡案，是2019年9月9日凌晨两点发生在昆明的一起命案，由于案情离奇且警方的办案手法和程序遭到质疑，案发约一个月后该案在中国大陆网络上引发了大量讨论和争议。

## 相关人物

### 死者
李心草，女、19岁、曲靖师宗人，昆明理工大学物联网工程专业二年级在校生。

### 死者的母亲
陈美莲，死者李心草的母亲。

### 死者的同伴[5]
任梦燊，女、19岁，红河蒙自人，大二学生，死者的室友。
罗秉乾，男、22岁，红河开远人，在昆明务工。
李斯哲昊，男、22岁，红河开远人，大四学生。

## 案件经过
2019年9月9日凌晨2时4分许，昆明市公安局指挥中心接警称有人跳入盘龙江约4分钟后，民警和消防赶到事发地并展开搜救。并将在场的三人任梦燊、罗秉乾、李斯哲昊带至鼓楼派出所调查。凌晨三点，李心草之母陈美莲通过警方得知此事。警方称李心草系另外三人相约投江自杀。据李心草母亲称，2019年9月9日，即案发当天，有当地民警联系称“有四个小孩约着一起跳江，其中一个是李心草”，“没捞到人，通知家属一声”。当李母赶到派出所后，民警仍称其为“醉酒自杀”。民警最初将李心草的遗物（“包和手机”）交还家属，后又将手机要了回去。
9月11日7时20分许，警方通报称在滇池东码头发现一具女尸，经法医初检、民警走访调查、家属到场辨认系李心草的遗体。
9月16日，死者李心草表姐陈某到公安机关反映称，李心草在落水前遭猥亵，要求鼓楼派出所调查。
10月12日，李心草之母陈美莲以微博@李心草妈妈发文质疑女儿死因，认为女儿不会自杀。并且给出了一段视频，该视频是一家酒吧的监控录像，录像中李心草與其他3名同伴在酒吧飲酒，同伴之一的罗秉乾压在李心草身上，连续扇李心草耳光。
10月14日早上，人民日报客户端发布“昆明警方通报”消息，初步调查显示李心草属于意外落水，尚不构成刑事案件，男子罗某压在李心草身上、扇耳光只是帮忙醒酒，而且，对方也没有“非贵即富”背景。
10月14日上午，李心草家属回应上游新闻表示，13日下午李心草完成尸检，“为什么不足12小时就对外发布所谓的调查结论？”对于“扇耳光是为醒酒”的说法，李心草家属也提出质疑，其母发短信表示：“国际卫生组织有没有发过打耳光醒酒的办法？”
酒吧录像引起了巨大的争议，迫于压力，10月14日晚，昆明警方通报李心草溺亡事件官方调查，表示将成立专案组 一查到底。10月22日，昆明市公安局盘龙分局对罗秉乾强制猥亵、侮辱一案立案侦查。
2020年8月12日，昆明市盘龙区人民检察院依法对罗秉乾涉嫌过失致人死亡案向昆明市盘龙区人民法院提起公诉。
2020年9月21日上午，昆明市盘龙区人民法院對李心草案进行了一审公开宣判，法院以过失致人死亡罪，判处被告人罗秉乾有期徒刑一年六个月，判令罗秉乾赔偿附带民事诉讼原告人陈美莲经济损失人民币63257元。